# Svensk Filmindustri

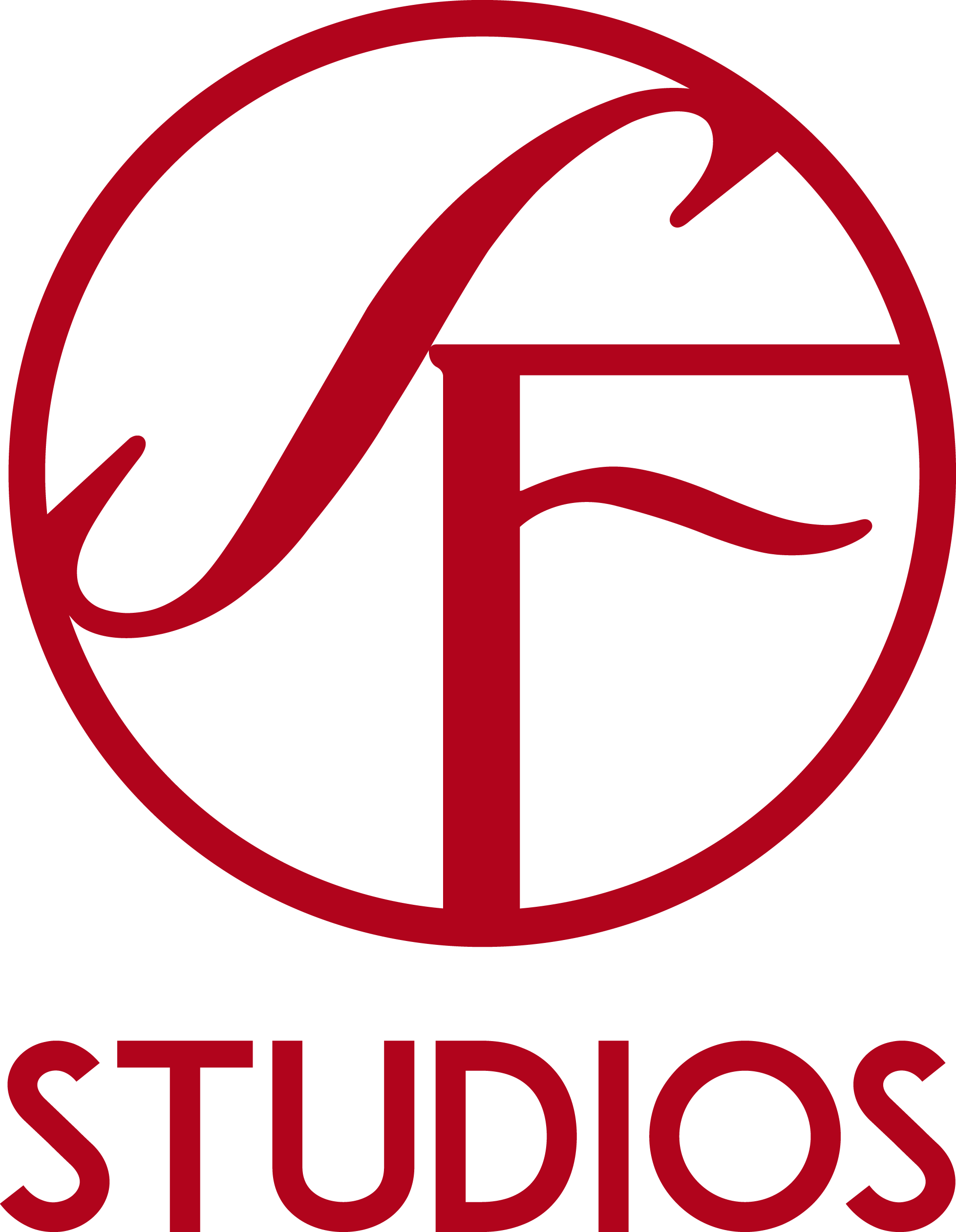
Logo Svensk Filmindustri

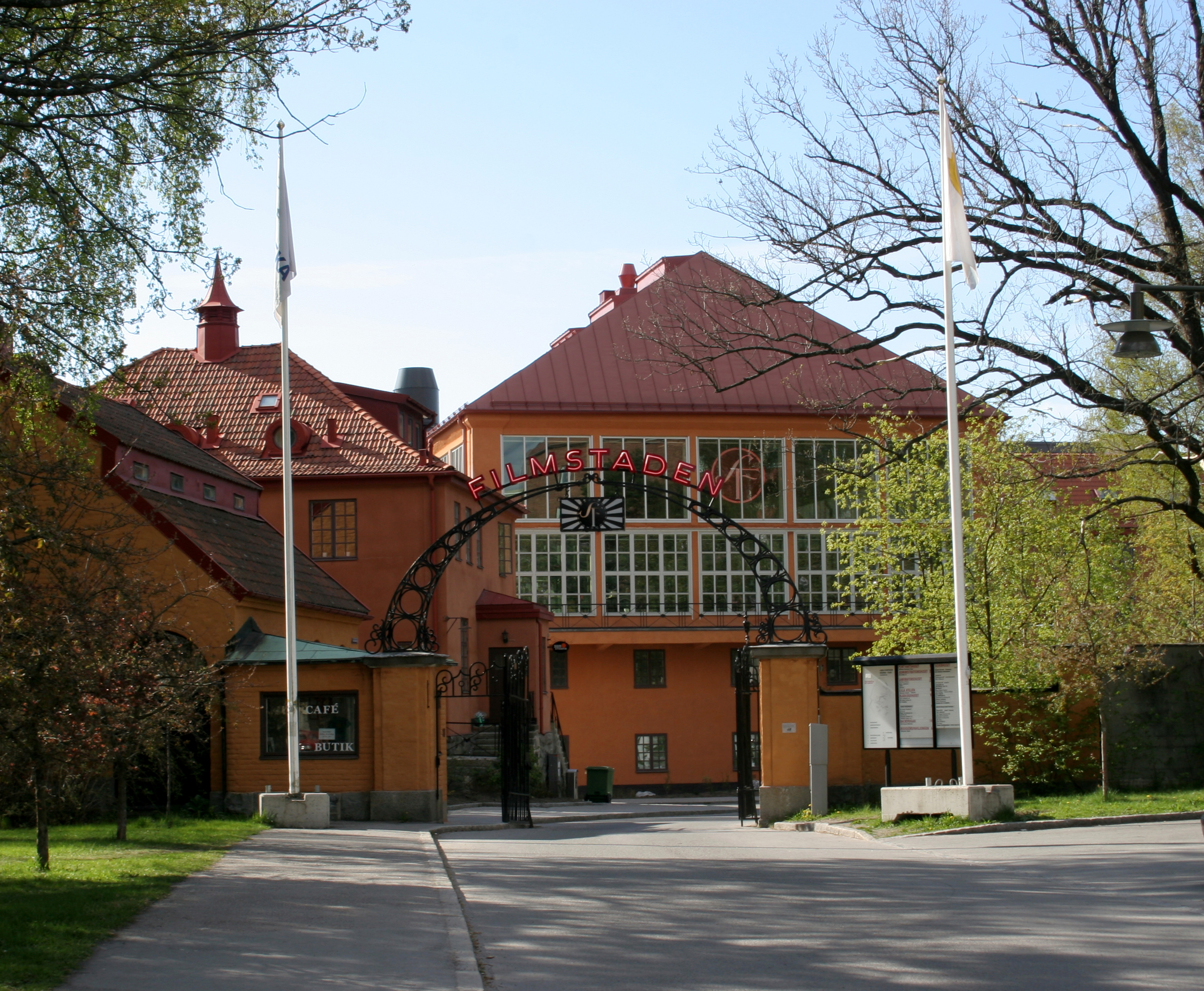
Brama prowadząca do głównej siedziby SF w Filmstaden w gminie Solna (2005)

Svensk Filmindustri (pełna nazwa AB Svensk Filmindustri) – działająca do dziś, szwedzka wytwórnia filmowa, powstała 27 grudnia 1919 roku z połączenia dwóch innych przedsiębiorstw Skandii i Svenska Bio. Podczas swego istnienia wyprodukowała ok. 1200 filmów współpracując z najważniejszymi reżyserami skandynawskimi takimi jak: Victor Sjöström, Mauritz Stiller, Alf Sjöberg, Carl Theodor Dreyer, Ingmar Bergman, Lasse Hallström, Jan Troell, Bo Widerberg. Svensk Filmindustri obecnie jest największym koncernem filmowym w Skandynawii, posiadającym filie we wszystkich krajach regionu. Zajmuje się produkcją i dystrybucją filmową, teatralną oraz telewizyjną.

## Wyprodukowane filmy (wybór)
- 1921 Czarownica (Häxan) reż. Benjamin Christensen
- 1921 Furman śmierci (Körkarlen) reż. Victor Sjöström
- 1944 Skandal (Hets) reż. Alf Sjöberg
- 1957 Siódma pieczęć (Det Sjunde inseglet) reż. Ingmar Bergman
- 1957 Tam, gdzie rosną poziomki (Smultronstället) reż. Ingmar Bergman
- 1961 Jak w zwierciadle (Såsom i en spegel) reż. Ingmar Bergman
- 1963 Milczenie (Tystnaden) reż. Ingmar Bergman
- 1963 Goście Wieczerzy Pańskiej (Nattvardsgästerna) reż. Ingmar Bergman
- 1966 Persona reż. Ingmar Bergman
- 1987 Pelle zwycięzca (Pelle erobreren) reż. Bille August (koprodukcja)